# Mathieu Amalric
Mathieu Amalric (ur. 25 października 1965 w Neuilly-sur-Seine) – francuski aktor, scenarzysta i reżyser filmowy.

## Życiorys

### Wczesne lata
Urodził się w Neuilly-sur-Seine, Hauts-de-Seine jako syn pary dziennikarskiej. Jego matka, pochodząca z Polski Żydówka Nicole Zand – była krytykiem literackim „Le Monde”, a ojciec Jacques Amalric pracował jako felietonista dla francuskiej gazety „Le Monde” i „Libération”.

### Kariera
Jego debiutem kinowym był występ w dramacie kryminalnym Ulubieńcy Księżyca (Les Favoris de la lune, 1984). Rola Paula Dedalusa w komediodramacie Moje życie seksualne... (Comment je me suis disputé... (ma vie sexuelle), 1996) znalazła uznanie w oczach krytyków i została uhonorowana nagrodą Césara. Za postać Sebastiena w czarnej komedii Le Journal du séducteur (1996) był nominowany do nagrody Prix Michel Simon na festiwalu filmowym w St. Denis. Kreacja utalentowanego muzyka Ismaëla Vuillarda, byłego kochanka właścicielki galerii sztuki w komediodramacie Królowie i królowa (Rois et reine, 2004) z Catherine Deneuve przyniosła mu nagrody: Césara, Étoile d'Or i Lumiere Award.
Za drugoplanową postać Louisa w dramacie historycznym Monachium (Munich,2005) z udziałem Erica Bany i Daniela Craiga odebrał nagrodę National Society of Film Critics Award. W dramacie biograficznym Julianem Schnabelem Motyl i skafander (Le Scaphandre et le papillon, 2007) z Emmanuelle Seigner zagrał Jeana-Dominique Bauby, redaktora francuskiego „Elle”, który w wieku 43 lat zostaje sparaliżowany w wyniku udaru i do komunikowania się z bliskimi może posługiwać się jedynie lewym okiem.
W 2018 jego film Barbara nominowany był do Cezara w kategorii najlepszy film, a także najlepszy reżyser i w 6 innych kategoriach. Jeanne Balibar, odtwórczyni głównej roli kobiecej, zdobyła nagrodę dla najlepszej aktorki.

## Życie prywatne
Od 1996 był związany z Jeanne Balibar, z którą ma dwóch synów – Antoine (ur. 1997) i Pierre’a (ur. 1999). Jednak w 2003 doszło do separacji i rozwodu.

## Odznaczenia
- 2021 komandor Orderu Sztuki i Literatury[16]

## Filmografia

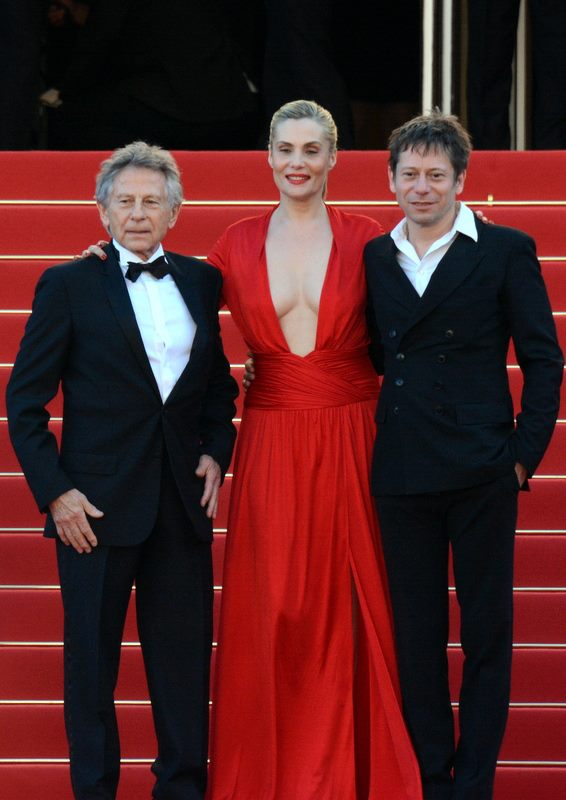
Roman Polański, Emmanuelle Seigner i Mathieu Amalric, Cannes 2013

### Jako aktor
- 2017: Kobiety mojego życia (Les fantômes d'Ismaël) jako Ismaël Vuillard
- 2017: Barbara jako Yves Zand
- 2016: Syn Józefa (Le fils de Joseph) jako Oscar Pormenor
- 2015: Zacne rodziny (Belles familles) jako Jérôme Varenne
- 2015: Wolf Hall jako Eustace Chapuys
- 2014: Zakazany pokój (The Forbidden Room) jako Thadeusz M_ / Ostler
- 2013: Wenus w futrze (La Vénus à la fourrure) jako Thomas
- 2012: Linie Wellingtona jako generał Marbot
- 2008: 007 Quantum of Solace jako Dominic Greene
- 2007: Tajemnica (Un secret) jako François Grimbert
- 2007: Motyl i skafander (Le Scaphandre et le papillon) jako Jean-Dominique Bauby
- 2007: Ukryta tożsamość (Michou d'Auber) jako Jacques
- 2006: Melodia życia (Quand j'étais chanteur) jako Bruno
- 2006: Maria Antonina (Marie Antoinette) jako mężczyzna na balu maskowym
- 2005: Widziałem, jak zginął Ben Barka (J'ai vu tuer Ben Barka) jako Philippe Bernier
- 2005: Monachium (Munich) jako Louis
- 2004: Most artystów (Le Pont des arts) jako Widz
- 2004: Królowie i królowa (Rois et reine) jako Ismaël
- 2003: Prawdziwy mężczyzna (Un homme, un vrai) jako Boris
- 2003: Moje niezwykłe dzieci (Mes enfants ne sont pas comme les autres) jako Gérald
- 2000: Sprawa Marcorelle'a (L'Affaire Marcorelle) jako Fourcade
- 1999: Żegnaj, stały lądzie (Adieu, plancher des vaches!) jako Pijący w barze
- 1998: Alice i Martin (Alice et Martin) jako Benjamin
- 1998: Wywiad (L'Interview) jako Julien
- 1998: Rozterki Alberta (Dieu seul me voit) jako Atchoum
- 1997: Genealogia zbrodni (Généalogies d'un crime) jako Yves
- 1992: Polowanie na motyle (La chasse aux papillons)
- 1984: Ulubieńcy Księżyca (Favorites of the Moon) jako Julien

### Jako reżyser
- 1985: Marre de café, krótkometrażowy.
- 1986: La Seule différence c’est que les cafés sont plus chers, krótkometrażowy
- 1991: Sans rire, krótkometrażowy.
- 1993: Les Yeux au plafond, krótkometrażowy
- 1997: Mange ta soupe
- 2001: Le Stade de Wimbledon
- 2002: Tu vois loin, wideoklip grupy Eiffel.
- 2003: La Chose publique
- 2010: Tournée (nagroda za najlepszą reżyserię na festiwalu w Cannes)
- 2010: L'illusion comique
- 2012: Next to Last (Autumn 63), krótkometrażowy
- 2012: Hopper Stories, krótkometrażowy
- 2014: La chambre bleue
- 2017: Barbara